# Les Petits Moyens
Les Petits Moyens est une comédie-vaudeville en 1 acte d'Eugène Labiche (écrite en collaboration avec Gustave Lemoine et Adrien Decourcelle), représentée pour la 1re fois à Paris au théâtre du Gymnase le 6 novembre 1850.
Elle a été publiée par les Éditions Beck.

## Argument
Léon Delavaut est un jeune avocat spécialisé dans les divorces, et dont les femmes s’arrachent les compétences…et plus si affinité, au grand drame de son épouse Adèle.
Or, Léon a un faible pour une de ses anciennes clientes avec qui il a rendez-vous en secret, et il compte bien s’y rendre. Mais c’était sans compter sur la tante d’Adèle qui va enseigner à sa nièce une technique pour ramener dans le droit chemin le mari infidèle : les petits Moyens…

## Distribution
| Acteurs et actrices ayant créé les rôles |                   |
| Personnage                               | Acteur ou actrice |
| Léon Delavaut, avocat                    | Adolphe Dupuis    |
| M. Hocquart, médecin                     | M. Villars        |
| M. Grumelot, oncle d'Adèle               | Numa              |
| Adèle Delavaut, femme de Léon            | Mlle Édile Riquer |
| Mme Grumelot, tante d'Adèle              | Mlle Mélanie      |